# Kanton Carquefou
Der Kanton Carquefou (bretonisch Kanton Kerc'hfaou) ist seit 1790 ein französischer Kanton im Arrondissement Nantes, im Département Loire-Atlantique und in der Region Pays de la Loire; sein Hauptort ist Carquefou.

## Geschichte
Der Kanton entstand 1790. Er gehört zu einer Minderheit der Kantone, die 2015 mit der Neuordnung der Kantone in Frankreich unverändert bestehen blieben.

## Lage
Der Kanton liegt im Osten des Départements Loire-Atlantique.

## Gemeinden
Der Kanton besteht aus vier Gemeinden mit insgesamt 46.934 Einwohnern (Stand: 1. Januar 2022) auf einer Gesamtfläche von 594,45 km²:
| Gemeinde              | Gallo       | Bretonisch    | Einwohner (2022) | Fläche (km²) | Code postal | Code Insee |
| --------------------- | ----------- | ------------- | ---------------- | ------------ | ----------- | ---------- |
| Carquefou             | Carqefou    | Kerc'hfaou    | 20.535           | 43,42        | 44470       | 44026      |
| Mauves-sur-Loire      | Mauv        | Malvid        | 3393             | 14,75        | 44470       | 44094      |
| Sainte-Luce-sur-Loire | Saentt-Lucz | Santez-Lusenn | 16.227           | 11,45        | 44980       | 44172      |
| Thouaré-sur-Loire     | Tóàeraé     | Tarvieg       | 10.956           | 12,76        | 44470       | 44204      |
| Kanton Carquefou      | Carqefou    | Kerc'hfaou    | 51.111           | 82,38        | -           | 4404       |

Der alte Kanton Carquefou besaß vor 2015 einen anderen INSEE-Code als heute, nämlich 4406.

## Bevölkerungsentwicklung
| 1962  | 1968   | 1975   | 1982   | 1990   | 1999   | 2006   | 2013   |
| ----- | ------ | ------ | ------ | ------ | ------ | ------ | ------ |
| 9.284 | 10.541 | 16.806 | 24.707 | 29.803 | 35.706 | 39.909 | 44.699 |

## Politik
Im 1. Wahlgang am 22. März 2015 erreichte keines der vier Wahlpaare die absolute Mehrheit. Bei der Stichwahl am 29. März 2015 gewann das Gespann Véronique Dubbettier-Grenier/Serge Mounier (beide Union de la Droite) gegen Bernard Chesneau/Elsa Régent-Pennuen (beide PS) mit einem Stimmenanteil von 58,5 % (Wahlbeteiligung:50,83 %).
Seit 1945 hatte der Kanton folgende Abgeordnete im Rat des Départements:
| Vertreter im conseil général des Départements | Vertreter im conseil général des Départements | Vertreter im conseil général des Départements |
| Amtszeit                                      | Name                                          | Partei                                        |
| --------------------------------------------- | --------------------------------------------- | --------------------------------------------- |
| 1945–1949                                     | Albert Guéneau de Montbeillard                | Parti républicain de la liberté               |
| 1949–1955                                     | Jean Moussion                                 | DVD                                           |
| 1955–1973                                     | Louis Fouchard                                | DVD                                           |
| 1973–1985                                     | Pierre Stalder                                | DVD, dann UDF-CDS                             |
| 1985–2004                                     | Pierre Brasselet                              | DVD                                           |
| 2004–2015                                     | Bernard Aunette                               | PS, dann DVG                                  |
| 2015–                                         | Véronique Dubbettier-Grenier Serge Mounier    | Union de la Droite                            |